# Agostino Gemelli
Agostino Gemelli, nascido Edoardo Gemelli, (Milão, 18 de janeiro de 1878 — Milão, 15 de julho de 1959) foi um religioso, médico, reitor e psicólogo italiano.
Foi membro da Ordem Franciscana e fundador da Universidade Católica do Sagrado Coração, de Milão.

## Vida

### O caminho para o padre
Edoardo Gemelli nasceu como filho de uma família rica de Milão, que era membro da Maçonaria. Ele estudou medicina na Universidade de Pavia e assumiu a atitude positivista e anticlerical prevalecente. Ele tomou uma posição socialista e se envolveu nas disputas sociais durante seus estudos. Ele completou seu exame final oral no prêmio Nobel anterior, Camillo Golgi .
Depois de estudar, Gemelli realizou o seu serviço militar no hospital milanês Sant 'Ambrogio (que recebeu o nome do bispo milaneso e professor da igreja Ambrosius (340-397)) e entrou em contato com a fé católica lá. Em 1903, ele entrou no mosteiro franciscano de Rezzato, perto de Brescia, e recebeu o nome de Frei Agostino. Em 14 de março de 1908, ele foi ordenado sacerdote lá.

### Fundamentos científicos
Em 1909, Gemelli fundou o periódico Neoscholastic Philosophy ( Rivista di filosofia neoscolastica ) no sentido missionário, e em 1914 a " Vita e Pensiero ". Nesse caso, Gemelli publicou o artigo "Medioevalismo", no qual ele observa que apenas um retorno à concepção teocêntrica e orgânica da fé cristã medieval pode resolver os problemas da civilização moderna. Ao mesmo tempo, desenvolveu conhecimento científico nos anos 1909-1912 e tratou do fenômeno dos milagres em Lourdes, nesse assunto ele escreveu argumentos e um livro científico. Depois de se especializar em histologia na Universidade de Loviano , Gemelli estudou psicologia . Ele estava envolvido em experimentos neurofisiológicos e psicológicos, por exemplo, Oswald Külpe e Emil Kraepelin em Munique. Ele desenvolveu teorias psicológicas, Para "avaliação psicológica e seleção de pilotos em aeronaves"; Estudos e abordagens semelhantes logo seguiram na maioria dos países europeus e nos Estados Unidos da América .

## Primeira Guerra Mundial
No tempo da Primeira Guerra Mundial, ele realizou o serviço militar como médico e sacerdote, e se dedicou a um laboratório que realizou, com o fardo psicológico dos soldados . Ele subordinou-se à maior ordem do exército e colocou os testes de adequação psicológica para os pilotos em ação.
Após a guerra, ele voltou a pesquisar e trabalhou em vários campos da psicologia, neurologia , psicologia experimental, psicologia do trabalho e psicologia criminal . Ele confiou no conhecimento adquirido durante a Guerra Mundial.

## Formação da Ordem
Em colaboração com Armida Barelli fundou o presente Instituto Secular dos Missionários de Cristo Rei .

## Reitor da Universidade Católica
Juntamente com Filippo Meda , fundou o Istituto di Studi Superiori Giuseppe Toniolo em 16 de abril de 1919, do qual nasceu o plano para o estabelecimento de uma Universidade Católica. Depois de receber a permissão estadual necessária de Benedetto Croce, o então Ministro da Educação, já em 1920 , este plano encontrou, em 9 de fevereiro de 1921, a aprovação do Papa Bento XV. A Universidade Católica do Sagrado Coração ( Università Cattolica del Sacro Cuore ) foi então no dia 7 de dezembro daquele ano com as duas faculdades de Filosofia e Ciências Sociaisabriu; Gemelli tornou-se seu primeiro reitor . Apesar deste extenso trabalho, ele escreveu muitas publicações e relatórios de especialistas, mas seus tratados sobre a Ordem Franciscana também eram populares. Além disso, ele promoveu a colaboração ativa dos leigos na missão .
Em 1937 ele foi eleito membro da Leopoldina . No mesmo ano, ele assumiu a presidência da Pontifícia Academia das Ciências, que exerceu até sua morte, mas seu maior sonho foi cumprido mais tarde. Seu funeral foi celebrado na catedral de Milão pelo arcebispo Giovanni Battista Montini, futuro Papa Paulo VI, com uma presença memorável de autoridades, acadêmicos e fiéis. Ele foi co-iniciador da construção do ambulatório em Roma, cuja fundação foi estabelecida em 1961 e que cresceu até uma clínica universitária até a abertura em 1964. Em sua homenagem, este hospital universitário tem o nome: Policlínica Gemelli.